# مارکوس مکل
مارکوس مکل (انگلیسی: Markus Meckel؛ زادهٔ ۱۸ اوت ۱۹۵۲) یک خداشناس و سیاستمدار اهل آلمان است. وی از ۱۲ آوریل ۱۹۹۰ تا ۲۰ اوت ۱۹۹۰ وزیر امور خارجه جمهوری دموکراتیک آلمان بود.